# Olivier Gruner

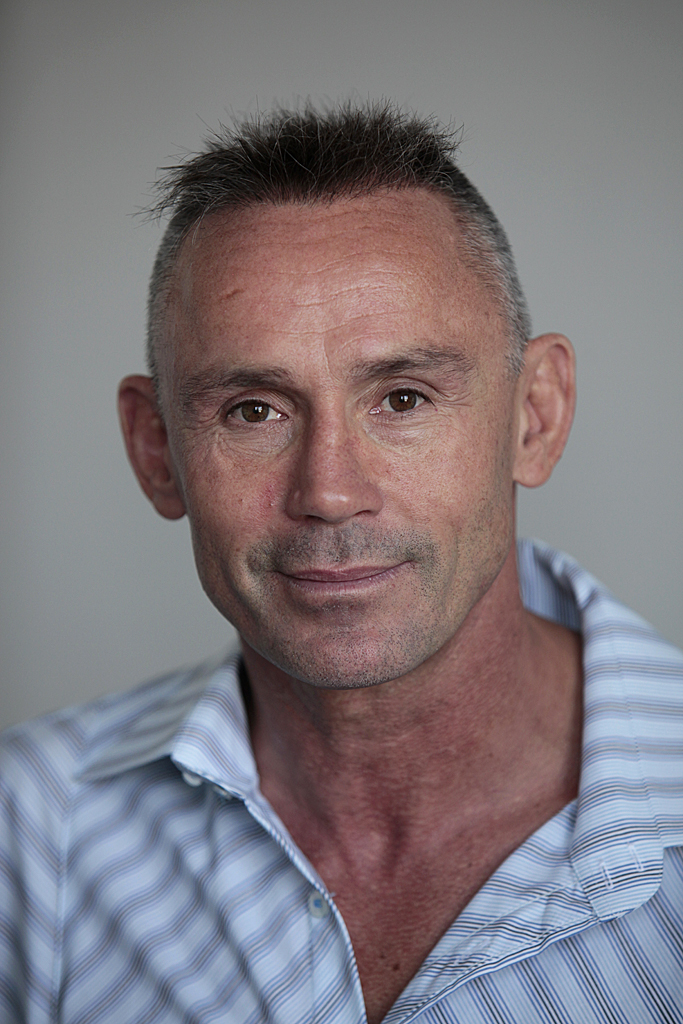
Olivier Gruner im Oktober 2011

Olivier Gruner (* 2. August 1960 in Paris) ist ein französischer Schauspieler, der an zahlreichen B- und C-Filmen mitgewirkt hat.

## Leben
Olivier Gruner trat im Alter von 18 Jahren der französischen Armee bei und wurde Mitglied der französischen Variante der US Navy Seals. Nach vier Jahren verließ er die Armee und begann Martial Arts zu studieren. Er praktizierte des Weiteren Kickboxen. Sein erster Film war Angel Town aus dem Jahre 1990. 1992 spielte er die Hauptrolle im Science-Fiction-Film Nemesis.
2010 gab er mit dem Film Re-Generator sein Regiedebüt. 2014 folgte mit Sector 4 sein zweiter Film als Regisseur. Bei beiden war er auch am Drehbuch beteiligt, übernahm die Produktion und war als Schauspieler zu sehen. 2015 inszenierte er den Actionfilm EP/Executive Protection und war hier ebenfalls als Hauptdarsteller und Drehbuchautor tätig.

## Filmografie (Auswahl)
- 1990: Angel Town
- 1992: Nemesis
- 1994: Automatic
- 1995  Savate – Kampf ohne Gnade (Savate)
- 1996: Mars – The Dark Secret
- 1996: Mercenary 2 – Söldner des Todes (Mercenary 2)
- 1997: Mars 2056
- 1998: T.N.T. – Für immer in der Hölle (T.N.T.)
- 1999: Alien Interceptors
- 1999: Das verwunschene Pony (The White Pony)
- 2000: Cracker Jack 3
- 2001: Extreme Honor
- 2001: G.O.D.
- 2002: Kickbox Hero 2
- 2002: Final Punch (The Circuit)
- 2004: SWAT: Warhead One
- 2007: Skorumpowani
- 2009: Brother’s War
- 2010: Re-Generator
- 2010: The Sword and the Sorcerer 2
- 2014: Sector 4 – Der gefährlichste Ort der Welt! (Sector 4)
- 2015: EP/Executive Protection
- 2016: The Target
- 2022: Space Wars: Quest for the Deepstar
- 2023: Gunfight at Rio Bravo